# Weichsel (Schiff)
Die Weichsel war ein deutsches Panzerflusskanonenboot des Freiwilligen Motorboot-Korps, das im Ersten Weltkriegs auf der Donau im Rahmen der Donauflottille der k.u.k.Kriegsmarine eingesetzt wurde.

## Technische Daten
- Auftraggeber: Vermutlich Kaiserlicher Yachtklub, Kiel
- Werft: Gebrüder Engelbrecht, Köpenick
- Baujahr: 1915
- Stapellauf: Spätsommer 1915
- Indienststellung: 12. November 1915
- Größe: ca. 40 t
- Länge: 24,0 m
- Breite: 3,25 m
- Tiefgang: 0,8 m
- Antrieb: 2 Ottomotoren
- Leistung: 150 PS
- Höchstgeschwindigkeit: 12 kn
- Besatzung: unbekannt
- Bewaffnung: 1 Geschütz, 2 Maschinengewehre

## Geschichte
Soweit bekannt, war das Boot vom Kaiserlichen Yachtklub in Kiel bei der Werft von Claus Engelbrecht in Köpenick in Auftrag gegeben worden und wurde noch vor der Fertigstellung dem Freiwilligen Motorboot-Korps (FMK) überlassen. In der Literatur wird das Boot als Panzerkanonenboot bezeichnet. Über die Art der Panzerung ist bislang nichts bekannt.
Nach dem Stapellauf in Köpenick, bei dem der Führer des FMK, Vizeadmiral a. D. Richard Aschenborn die Festrede hielt, wurde das Boot offenbar unmittelbar danach auf der Donau für den Patrouillendienst eingesetzt. Am 1. Mai 1916 ging das Boot in die aus der FMK hervorgegangene Kaiserlich Deutsche Motorboot-Flottille über und wurde am 9. September 1918 der Donau-Wachtflottille zugeteilt. Es fuhr dabei, soweit bekannt, unter österreichisch-ungarischer Kriegsflagge und wurde im Rahmen der Donauflottille der k.uk. Marine eingesetzt. Am 28. Oktober 1918 geriet die Weichsel auf der Donau vor der bulgarischen Stadt Rustschuck in ein 20-minütiges Gefecht mit einer französischen Batterie, wobei das Boot unbeschädigt blieb und eine französische Maschinengewehrstellung ausgeschaltet wurde. Kommandant der Weichsel war Hauptmann Ernst von Dücker.
Vermutlich aufgrund der politisch-militärischen Lage nach dem Waffenstillstand von Compiègne am 9. November 1918 war eine Rückführung des Bootes nach Deutschland nicht möglich. Es wurde daher nach Gröner am 11. November 1918 auf der Donau nahe der Stadt Oltenita durch die eigene Besatzung selbst versenkt. Ob das Wrack eventuell geborgen wurde, ist ebenfalls nicht bekannt. Eine künstlerische Darstellung des Gefechts vom 28. Oktober 1918 ist bei Petter reproduziert. Auf dieser Darstellung eines unbekannten Künstlers führt die Weichsel eine österreichische Flagge. Zwei Fotos des Bootes auf dem Werftgelände in Köpenick sind bei Ostersehlte reproduziert.